# 사사오카 신지
사사오카 신지(일본어: 佐々岡 真司, 1967년 8월 26일 ~ )는 일본의 전 프로 야구 선수이자 야구 지도자, 야구 해설가·평론가이다. 시마네현 나카군 가나기정(현: 하마다시) 출신이며 현역 시절 포지션은 투수였다.

## 상세 정보

### 출신 학교
- 시마네 현립 하마다 상업 고등학교

### 선수 경력
- NTT 주고쿠
- 히로시마 도요 카프(1990년 ~ 2007년)

### 지도자·기타 경력
- 주고쿠 방송 야구 해설자(2008년 ~ 2014년)
- 히로시마 도요 카프 2군 투수 코치(2015년 ~ 2018년)
- 히로시마 도요 카프 1군 투수 코치(2019년)
- 히로시마 도요 카프 감독(2020년 ~ 2022년)

### 수상·타이틀 경력

#### 타이틀
- 다승왕 : 1회(1991년)
- 최우수 평균 자책점 : 1회(1991년)

#### 수상
- MVP : 1회(1991년)
- 사와무라 에이지상 : 1회(1991년)
- 베스트 나인 : 1회(1991년) ※투수 부문
- 센트럴 리그 연맹 특별 수상 : 2회(신인 특별상: 1990년, 공로상: 2007년)
- 최우수 투수 : 1회(1991년)
- 월간 MVP : 6회(1990년 9월, 1991년 5월, 1991년 9월, 1996년 6월, 1999년 5월, 2000년 4월) ※투수 부문
- 최우수 JCB·MEP상 : 1회(1991년)
- 우수 JCB·MEP상 : 2회(1990년, 1999년)
- 올스타전 우수 선수상 : 1회(1996년 3차전)
- 호치 프로 스포츠 대상 : 1회(1991년)
- 히로시마 시민 표창(시민상) (2008년)[1]

### 개인 기록

#### 첫 기록(투수 기록)
- 첫 등판·첫 선발·첫 승리·첫 완투 승리 : 1990년 4월 12일, 대 요코하마 다이요 웨일스 3차전(요코하마 스타디움), 9이닝 2실점
- 첫 탈삼진 : 상동, 3회말에 다니시게 모토노부로부터
- 첫 세이브 : 1990년 5월 9일, 대 야쿠르트 스왈로스 3차전(메이지 진구 야구장), 7회말에 2번째 투수로서 구원 등판·마무리, 2이닝 무실점
- 첫 완봉 승리 : 1990년 9월 18일, 대 요코하마 다이요 웨일스 24차전(요코하마 스타디움)
- 첫 홀드 : 2005년 7월 30일, 대 요코하마 베이스타스 12차전(히로시마 시민 구장), 7회초에 5번째 투수로서 구원 등판, 1이닝 무실점

#### 첫 기록(타격 기록)
- 첫 안타 : 1990년 4월 18일, 대 주니치 드래건스 2차전(나고야 구장), 3회초에 야마모토 마사로부터
- 첫 타점 : 상동, 7회초에 야마모토 마사로부터 2점 적시 2루타
- 첫 홈런 : 1990년 8월 14일, 대 주니치 드래건스 19차전(히로시마 시민 구장), 9회말에 가쿠 겐지로부터 끝내기 솔로 홈런

#### 기록 달성 경력
- 통산 1000투구 이닝 : 1995년 8월 29일, 대 한신 타이거스 22차전(한신 고시엔 구장) ※역대 264번째
- 통산 1000탈삼진 : 1998년 7월 5일, 대 한신 타이거스 13차전(히로시마 시민 구장), 7회초에 신조 쓰요시로부터 ※역대 102번째
- 통산 1500투구 이닝 : 2000년 4월 28일, 대 요코하마 베이스타스 4차전(요코하마 스타디움), 3회말 2사에 이시이 다쿠로를 유격수 뜬공으로 달성 ※역대 146번째
- 통산 100승 : 2000년 6월 16일, 대 요코하마 베이스타스 11차전(요코하마 스타디움), 완봉 승리 ※역대 115번째
- 통산 1500탈삼진 : 2002년 9월 4일, 대 한신 타이거스 23차전(히로시마 시민 구장), 8회초에 가타오카 아쓰시로부터 ※역대 45번째
- 통산 2000투구 이닝 : 2003년 8월 24일, 대 주니치 드래건스 23차전(나고야 돔), 1회말 3사에 히라마쓰 가즈히로를 삼진으로 잡아 달성 ※역대 82번째
- 통산 100세이브 : 2003년 9월 14일, 대 요코하마 베이스타스 23차전(히로시마 시민 구장), 9회초에 3번째 투수로서 구원 등판·마무리, 1이닝 무실점 ※역대 16번째(100승 100세이브는 역대 6번째)
- 통산 500경기 등판 : 2004년 9월 24일, 대 야쿠르트 스왈로스 26차전(히로시마 시민 구장), 선발 등판으로 6이닝 2실점 ※역대 75번째
- 선발 100승·100세이브 : 2006년 5월 4일, 대 야쿠르트 스왈로스 6차전(메이지 진구 야구장), 선발 등판으로 6이닝 무실점 ※역대 2번째(과거에 에나쓰 유타카가 기록)

#### 기타
- 올스타전 출장 : 5회(1990년, 1991년, 1996년, 1999년, 2001년) ※2000년에는 선출됐지만 출전 포기[2]
- 30이닝 연속 무실점 : 1991년 4월 25일, 대 한신 타이거스 4차전(한신 고시엔 구장)에서의 3회말 ~ 5월 11일, 대 주니치 드래곤스 6차전(나고야 구장)에서의 7회말
- 5일 연속 세이브 : 1996년 6월 26일, 대 주니치 드래곤스 13차전(나고야 구장) ~ 6월 30일, 대 요미우리 자이언츠 15차전(히로시마 시민 구장)
- 노히트 노런 : 1999년 5월 8일, 대 주니치 드래곤스 8차전(히로시마 시민 구장) ※역대 67번째(몸에 맞는 볼 1개만, 무볼넷은 1948년 사나다 주조, 1995년 테리 브로스 이래 역대 3번째)

### 등번호
- 18(1990년 ~ 2007년)
- 88(2015년 ~ 2022년)

### 연도별 투수 성적
| 연 도       | 소 속       | 등 판 | 선 발 | 완 투 | 완 봉 | 무 4 구 | 승 리 | 패 전 | 세 이 브 | 홀 드 | 승 률 | 타 자 | 이 닝  | 피 안 타 | 피 홈 런 | 볼 넷 | 고 4 | 몸 맞 | 탈 삼 진 | 폭 투 | 보 크 | 실 점 | 자 책 점 | 평 자 책 | W H I P |
| ----------- | ----------- | ----- | ----- | ----- | ----- | ------- | ----- | ----- | -------- | ----- | ----- | ----- | ------ | -------- | -------- | ----- | ---- | ----- | -------- | ----- | ----- | ----- | -------- | -------- | ------- |
| 1990년      | 히로시마    | 44    | 13    | 6     | 2     | 0       | 13    | 11    | 17       | --    | .542  | 621   | 151.1  | 123      | 15       | 53    | 8    | 6     | 129      | 3     | 0     | 56    | 53       | 3.15     | 1.16    |
| 1991년      | 히로시마    | 33    | 31    | 13    | 5     | 0       | 17    | 9     | 0        | --    | .654  | 962   | 240.0  | 186      | 20       | 69    | 2    | 8     | 213      | 4     | 0     | 69    | 65       | 2.44     | 1.06    |
| 1992년      | 히로시마    | 29    | 27    | 7     | 1     | 0       | 12    | 8     | 0        | --    | .600  | 815   | 197.0  | 186      | 14       | 60    | 5    | 4     | 161      | 8     | 1     | 87    | 74       | 3.38     | 1.25    |
| 1993년      | 히로시마    | 30    | 28    | 7     | 1     | 1       | 5     | 17    | 0        | --    | .227  | 793   | 183.0  | 206      | 21       | 58    | 1    | 5     | 124      | 6     | 0     | 93    | 88       | 4.33     | 1.44    |
| 1994년      | 히로시마    | 41    | 14    | 2     | 1     | 0       | 7     | 9     | 6        | --    | .438  | 547   | 130.2  | 129      | 15       | 27    | 1    | 4     | 93       | 1     | 0     | 51    | 48       | 3.31     | 1.19    |
| 1995년      | 히로시마    | 44    | 12    | 2     | 0     | 0       | 7     | 7     | 17       | --    | .500  | 525   | 127.0  | 108      | 10       | 39    | 4    | 5     | 110      | 3     | 0     | 47    | 43       | 3.05     | 1.16    |
| 1996년      | 히로시마    | 49    | 0     | 0     | 0     | 0       | 5     | 7     | 23       | --    | .417  | 270   | 69.0   | 54       | 5        | 14    | 1    | 3     | 71       | 2     | 0     | 13    | 13       | 1.70     | 0.99    |
| 1997년      | 히로시마    | 39    | 0     | 0     | 0     | 0       | 5     | 5     | 21       | --    | .500  | 243   | 57.2   | 54       | 5        | 20    | 3    | 2     | 64       | 3     | 0     | 19    | 17       | 2.65     | 1.28    |
| 1998년      | 히로시마    | 29    | 16    | 1     | 0     | 0       | 5     | 11    | 6        | --    | .313  | 491   | 121.0  | 113      | 17       | 25    | 1    | 3     | 96       | 3     | 1     | 54    | 51       | 3.79     | 1.14    |
| 1999년      | 히로시마    | 26    | 26    | 13    | 5     | 1       | 15    | 8     | 0        | --    | .652  | 787   | 190.0  | 181      | 17       | 43    | 4    | 4     | 150      | 0     | 0     | 73    | 69       | 3.27     | 1.18    |
| 2000년      | 히로시마    | 21    | 21    | 5     | 1     | 1       | 10    | 6     | 0        | --    | .625  | 602   | 142.2  | 154      | 18       | 29    | 1    | 1     | 94       | 2     | 0     | 71    | 63       | 3.97     | 1.28    |
| 2001년      | 히로시마    | 32    | 17    | 7     | 0     | 1       | 7     | 10    | 7        | --    | .412  | 588   | 140.1  | 154      | 16       | 31    | 4    | 3     | 92       | 2     | 0     | 61    | 56       | 3.59     | 1.32    |
| 2002년      | 히로시마    | 25    | 25    | 2     | 1     | 2       | 8     | 9     | 0        | --    | .471  | 647   | 153.2  | 167      | 13       | 32    | 1    | 1     | 127      | 0     | 0     | 76    | 59       | 3.46     | 1.30    |
| 2003년      | 히로시마    | 29    | 17    | 1     | 0     | 0       | 8     | 8     | 6        | --    | .500  | 467   | 110.1  | 122      | 20       | 25    | 2    | 5     | 81       | 0     | 0     | 64    | 60       | 4.89     | 1.33    |
| 2004년      | 히로시마    | 30    | 11    | 0     | 0     | 0       | 3     | 7     | 3        | --    | .300  | 351   | 81.1   | 98       | 6        | 17    | 1    | 3     | 61       | 0     | 0     | 38    | 35       | 3.87     | 1.41    |
| 2005년      | 히로시마    | 30    | 8     | 0     | 0     | 0       | 1     | 6     | 0        | 4     | .143  | 246   | 54.0   | 75       | 14       | 19    | 0    | 0     | 37       | 2     | 0     | 44    | 38       | 6.33     | 1.74    |
| 2006년      | 히로시마    | 27    | 27    | 0     | 0     | 0       | 8     | 8     | 0        | 0     | .500  | 619   | 149.2  | 155      | 24       | 29    | 4    | 5     | 82       | 2     | 0     | 77    | 68       | 4.09     | 1.23    |
| 2007년      | 히로시마    | 12    | 10    | 0     | 0     | 0       | 2     | 7     | 0        | 1     | .222  | 215   | 45.2   | 75       | 9        | 5     | 0    | 4     | 21       | 0     | 0     | 34    | 33       | 6.50     | 1.75    |
| 통산 : 18년 | 통산 : 18년 | 570   | 303   | 66    | 17    | 6       | 138   | 153   | 106      | 5     | .474  | 9789  | 2344.1 | 2340     | 259      | 595   | 43   | 66    | 1806     | 41    | 2     | 1027  | 933      | 3.58     | 1.25    |

- 굵은 글씨는 시즌 최고 성적.

### 연도별 감독 성적
| 연도       | 소속       | 순위       | 경기 | 승리 | 패전 | 무승부 | 승률 | 승차                       | 팀 홈런                    | 팀 타율                    | 팀 평균자책점              | 연령                       |
| ---------- | ---------- | ---------- | ---- | ---- | ---- | ------ | ---- | -------------------------- | -------------------------- | -------------------------- | -------------------------- | -------------------------- |
| 2020년     | 히로시마   | 5위        | 120  | 52   | 56   | 12     | .481 | 13.0                       | 110                        | .262                       | 4.06                       | 53세                       |
| 2021년     | 히로시마   | 4위        | 143  | 63   | 68   | 12     | .481 | 13.0                       | 123                        | .264                       | 3.81                       | 54세                       |
| 2022년     | 히로시마   | 5위        | 143  | 66   | 74   | 3      | .471 | 14.5                       | 91                         | .257                       | 3.54                       | 55세                       |
| 통산 : 3년 | 통산 : 3년 | 통산 : 3년 | 406  | 181  | 198  | 27     | .477 | A클래스: 0회, B클래스: 3회 | A클래스: 0회, B클래스: 3회 | A클래스: 0회, B클래스: 3회 | A클래스: 0회, B클래스: 3회 | A클래스: 0회, B클래스: 3회 |